# Campionato bielorusso di football americano
Il campionato bielorusso di football americano è una competizione che riunisce l'élite dei club bielorussi di football americano dal 2018. L'organizzatore del campionato e delle squadre nazionali è la Federazione Bielorussa di Football Americano (BFAF).
Questa competizione si disputa con una stagione regolare con gironi all'italiana, seguita dai play-off e dalla finale.

## Formato
Il campionato attuale è disputato in singola categoria.
Il gioco si svolge con le regole della BFAF che si basano sul regolamento della NCAA.

## Stagione 2019
| - Brest Sentinels - Grodno Barbarians - Kaliningrad Amber Hawks - Minsk Hurricanes - Minsk Litwins - Minsk Moose - Minsk Pagans - VSMU Predators |

### Società straniere che hanno preso parte al campionato bielorusso
- Kaliningrad Amber Hawks

## Finali
| Data                | Finale    | Vincitore     | Punteggio | Finalista        |
| ------------------- | --------- | ------------- | --------- | ---------------- |
| 2018 (14 luglio)    | Finale I  | Minsk Litwins | 21-7      | Minsk Hurricanes |
| 2019 (29 settembre) | Finale II | Minsk Litwins | 27-20     | Minsk Moose      |

## Squadre per numero di campionati vinti
Le tabelle seguenti mostrano le squadre ordinate per numero di campionati vinti.
|   | Squadra       | Anni       |
| - | ------------- | ---------- |
| 2 | Minsk Litwins | 2018, 2019 |